# Синяя борода (фильм, 1901)
«Синяя Борода» (фр. Barbe-bleue) — немой короткометражный фильм-сказка Жоржа Мельеса. Это самая ранняя экранизация знаменитой сказки Шарля Перро. Премьера состоялась во Франции 3 мая 1901 года.

## В ролях
- Жорж Мельес — Синяя Борода, фр. Barbe-bleue
- Жанна д’Альси — возлюбленная
- Блёэтт Бернон — фея

## Сюжет
Отвратительный аристократ по прозвищу Синяя Борода ищет себе в жёны прекрасную женщину. Привлечённые огромным богатством жениха, многие знатные родители приводят в нему своих красавиц дочерей, чтобы тот мог познакомиться с ними. Ни одна из девушек не хочет выходить замуж за этого богача — как из-за его отталкивающей внешности, так и из-за того, что у него уже было семь жён, и все они мистическим образом бесследно исчезли. Однако одного многодетного отца, среди отпрысков которого была и девушка на выданье, настолько манило грандиозное состояние жениха, что он согласился отдать дочь в жёны Синей Бороде. Покорной отчей воле дочери ничего не оставалось, кроме как выйти замуж за мужчину, который не вызывал у нее иных чувств, кроме страха и отвращения. И вот после роскошной свадьбы молодая супруга начала новую жизнь в замке мужа. 
Однажды Синяя Борода, собираясь в путешествие, вручил жене свои ключи, но запретил входить в одну из запертых комнат. Женщина оказалась во власти противоречивых чувств: терзаемая любопытством, она в то же время испытывает панический страх перед мужем. Ее любопытство являет себя в фигуре чертёнка, который дразнит, обещая, что в комнате что-то есть. В  то же время её здравомыслие порождает ангела-хранителя, который пытается удержать от нарушения запрета. 
Любопытство в конце концов берёт верх над благоразумием, и женщина входит в тускло освещённую комнату, где видит подвешенные на крюках мешки странной формы. Комната оказалась пыточной камерой, а в мешках находились трупы её предшественниц — семи бывших жён маньяка Синей Бороды. С них на пол беспрерывно падали капли крови. Жена в ужасе роняет ключ, испачкавшись в крови мёртвых жён, которую тщетно пытается смыть. Этой ночью ей снится кошмар о семи огромных ключах, преследующих её. По возвращении Синяя Борода обнаруживает, что супруга поддалась неукротимому любопытству, и неистово трясёт нарушительницу запрета. Она, вырвавшись, убегает на вершину башни и взывает оттуда к своим сёстрам и братьям. Родные спасают её от смерти, а Синюю Бороду пригвождают мечом к стенам замка. Появляются ангелы и возвращают к жизни семь жертв маньяка, которые в финале выходят замуж за семерых великих правителей. 